# Жан IV д’Астарак
Жан IV (фр. Jean IV d’Astarac; ум. 1511) — граф Астарака с 1458 года. Сын Жана III. Последний мужской представитель Второго Астаракского дома.
На основании анализа исторических фактов некоторые историки делают вывод, что правивший Астараком в 1458—1511 граф Жан — это два разных человека: Жан IV, умерший ок. 1472 года, и его сын Жан V. Но такое возможно только в том случае, если Жан IV был сыном Жана III от его первой жены Жанны де Барбазан, умершей до 1452 года.
На то, что у Жана IV был сын, указывает документ 1536 года (он касается споров между Матой д’Астарак и наваррским королём насчёт синьории Аспе).
Исторические факты:
- 23 февраля 1483 года граф Жан д’Астарак женится на Марии де Шамб, дочери Жана де Монсоро и Жанны Шабо.
- 1494—1495 Жан д’Астарак в качестве камергера (chambellan) короля Карла VIII участвует в Неаполитанском походе.
- март 1496 Жан д’Астарак получает королевский приказ арестовать Шарля д’Арманьяка и доставить его в Париж. До августа того же года оставался наместником графства Арманьяк (был смещён после жалоб на его жестокость).

У Жана д’Астарак и Марии де Шамб было три дочери:
- Мата (Марта) (ум. после 1550), графиня Астарака. 21 мая 1505 года вышла замуж за Гастона де Фуа-Кандаль.
- Жаклина (ум. 1531), муж (с 25 июля 1508) — Антуан, барон де Майли.
- Мадлен, дама де Фонтенэ, мужья — Франсуа д’Авогур, граф Вертю, и Шарль де Монбель, граф д’Антремон.